# Herman Kellgren
Abraham Herman August Kellgren (født 21. januar 1822 i Kuopio, død 26. september 1856 i Helsingfors) var en finsk sprogforsker og forfatter.
Kellgren blev student i 1838, dr. phil. i 1850. Efter først at have taget virksom del i den finske litterære bevægelse, der var vakt i 1840'erne, kastede han sig særlig over sammenlignende sprogvidenskab og besøgte i 1846—48 forskellige fremmede universiteter, navnlig Berlin, hvor han studerede under Bopp, og Leipzig. I Berlin udgav han i 1847 Die Grundzüge der finnischen Sprache mit Rücksicht auf den ural-altaischen Sprachstamm. I 1849 blev han docent i sanskrit og sammenlignende sprogvidenskab ved Universitetet i Helsingfors, i 1854 professor i orientalsk litteratur sammesteds. Han var den første, der i Finland vakte interesse for den indiske litteratur, hvoraf han også oversatte et og andet på svensk. Et for den finske og den indiske mytologi fælles emne behandlede han i Mythus de ovo mundano Indorumque de eodem notio (1849). Hans sidste arbejder var Om affix-pronomen i arabiskan, persiskan och turkiskan (1854) og Grammatik der osmanischen Sprache von Fuad-Efendi und G'ävdât-Efendi (1855).

## Forfatterskab
- Das Finnische Volk und der Ural-Altaische Völkerstam. Leipzig: Brockhaus und Avenarius 1846.
- Fosterländskt album I-III, udgivet af H. Kellgren, R. Tengström, K. Tigerstedt. A. C. Öhman, Helsingfors 1845–1847
- Die Grundzüge der finnischen Sprache mit Rücksicht auf den ural-altaischen Sprachstamm. F. Schneider, Berlin 1847
- Mythus de ovo mundano Indorumque de eodem notio, väitöskirja. 1849
- De cosmogonia Graecorum ex Aegypto profecta, väitöskirja. 1850
- Om affix-pronomen i Arabiskan, Persiskan och Turkiskan samt Ibn-Mâliks Allâmija med textkritik och anmärkningar, väitöskirja. 1854